# Tomasz Marczynski
Tomasz Marczynski (Cracovia, 6 de marzo de 1984) es un ciclista polaco que fue profesional entre los años 2006 y 2021. 

## Biografía
En 2011 se hizo con el doblete del Campeonato de Polonia Contrarreloj y el Campeonato de Polonia en Ruta convirtiéndose así en el mejor ciclista de Polonia. Lo que hizo que el equipo de categoría UCI ProTour (máxima categoría) del Vacansoleil-DCM Pro Cycling Team se fijase en él para ficharle en la temporada 2012. Tras la desaparición de este equipo regresó a equipos continentales de su país, para volver en 2016 al UCI WorldTour de la mano del equipo Lotto-Soudal.
Su mayor éxito llegó en 2017, al vencer en dos etapas de la Vuelta a España, las finalizadas en Sagunto y Antequera, ambas merced a una fuga.
En julio de 2021 anunció su retirada al término de la temporada.

## Palmarés
2006
- 2.º en el Campeonato de Polonia en Ruta

2007
- Campeonato de Polonia en Ruta

2008
- 1 etapa de la Vuelta a Asturias

2010
- 1 etapa de la Szlakiem Grodów Piastowskich
- Tour de Seúl, más 1 etapa

2011
- Tour de Malopolska
- Campeonato de Polonia Contrarreloj
- Campeonato de Polonia en Ruta

2015
- Vuelta a Marruecos, más 3 etapas
- Tour del Mar Negro, más 1 etapa
- Campeonato de Polonia en Ruta

2017
- 2 etapas de la Vuelta a España

## Resultados en Grandes Vueltas y Campeonatos del Mundo
Durante su carrera deportiva consiguió los siguientes puestos en las Grandes Vueltas y en los Campeonatos del Mundo en carretera:
| Carrera         | Carrera         | 2006 | 2007 | 2008 | 2009 | 2010 | 2011 | 2012  | 2013 | 2014 | 2015 | 2016 | 2017 | 2018  | 2019 | 2020  | 2021 |
| --------------- | --------------- | ---- | ---- | ---- | ---- | ---- | ---- | ----- | ---- | ---- | ---- | ---- | ---- | ----- | ---- | ----- | ---- |
|                 | Giro de Italia  | —    | —    | —    | —    | —    | —    | F. c. | —    | —    | —    | —    | 47.º | —     | —    | —     | Ab.  |
|                 | Tour de Francia | —    | —    | —    | —    | —    | —    | —     | —    | —    | —    | —    | —    | 103.º | —    | —     | —    |
|                 | Vuelta a España | —    | —    | —    | —    | —    | —    | 13.º  | Ab.  | —    | —    | —    | 55.º | —     | 74.º | 108.º | —    |
| Mundial en Ruta | Mundial en Ruta | —    | 33.º | —    | —    | —    | —    | —     | Ab.  | —    | 39.º | —    | —    | —     | —    | —     | —    |

—: No participa 

Ab.: abandono

F. c.: descalificado por "fuera de control"

## Equipos
- Ceramica Flaminia (2006-2008)
  - Ceramica Flaminia (2006-2007)
  - Ceramica Flaminia-Bossini Docce (2008)
- Miche-Silver Cross-Selle Italia (2009)
- CCC Polsat Polkowice (2010-2011)
- Vacansoleil-DCM Pro Cycling Team (2012-2013)
- CCC Polsat Polkowice (2014)
- Torku Sekerspor (2015)
- Lotto Soudal (2016-2021)